# حزب النشور
تأسس حزب النشور العراقي من قبل مجموعة من العراقيين الوطنيين في الشهر السابع (تموز) من عام 2004 كمنتدى فكري وذلك لغرض خلق فكرة جديدة تعيد احياء الثقافة والمجتمع والفرد من داخلها رداً على المتغيرات السريعة التي كانت تعصف في العراق آنذاك وما زالت بسبب الاحتلال وما جاء به من افكار وخطط لتغير الثقافة العراقية ومكوناتها واقصاء المجتمعات والأفكار والافراد لتحقيق تغيير ديمغرافي وثقافي كبير وواضح ينتج عنه نظام دخيل غريب يخدم مصالح أخرى غير مصالح المجتمع العراقي وقد أبى هذا المنتدى الفكري في الدخول في العملية السياسية لعدم قناعة افراده في جدواها آنذاك بسبب الاتجاه والثقل الكبير نحو المحاصصة الطائفية والحكم المركزي ودعم قوة الاحتلال لهذه الأفكار في تلك الفترة.

## أعضاء الحزب
يشير البعض إلى ان بعض أعضاء حزب النشور هم أعضاء سابقون في حزب البعث العربي (المحضور في العراق) وكثير من العراقيين الوطنيين الذين يرفضون الدخول في فساد الحكومة ولكن على الرغم من هذا فقط حصل حزب النشور على مقعدين في البرلمان العراقي...

## وصلات خارجية
- موقع حزب النشور نسخة محفوظة 29 أغسطس 2012 على موقع واي باك مشين.